# David Neesham
David Charles Neesham (ur. 18 września 1946 w East Fremantle) – australijski piłkarz wodny, olimpijczyk.
Reprezentował Australię na Letnich Igrzyskach Olimpijskich 1972, które odbyły się w Monachium, zajmując 12. miejsce. Po raz drugi reprezentował kraj na Letnich Igrzyskach Olimpijskich 1976 w Montrealu, gdzie zajął 11. miejsce. Następnie uczestniczył w Letnich Igrzyskach Olimpijskich 1980 w Moskwie, zajmując 7. miejsce.